# Антоніо Маргаріто
Антоніо Маргаріто (ісп. Antonio Margarito; нар. 18 березня 1978, Торренс, Каліфорнія, США) — мексиканський боксер-професіонал, який виступав в напівсередній ваговій категорії. Чемпіон світу в напівсередній (версія WBO, 2002—2004 и 2005—2007; версія IBF, 2008; версія WBA, 2008) ваговій категорії.